# Pimelea bracteata
Pimelea bracteata är en tibastväxtart som beskrevs av S. Threlfall. Pimelea bracteata ingår i släktet Pimelea och familjen tibastväxter. Inga underarter finns listade i Catalogue of Life.